# 蘇慧貞
蘇慧貞（1959年10月23日—），台灣公衛科學家、教育家。出生於臺南市，曾就讀臺南市立後甲國民中學、省立台南女中。曾任國立成功大學校長、醫學院工業衛生學科暨環境醫學研究所教授。專長多有關環境、空氣品質，例如環境的永續發展、氣候變遷與公共衛生、室內空氣品質與健康效應、空氣污染與健康效應、環境科學等，获得过電荷吸引生物氣膠收集裝置的专利。

## 成功大學校長
蘇慧貞在2015-2023年出任成功大學校長，是該校第一位女性校長。任內推出大一必修《踏溯台南》課程，培養學生的在地關懷。蘇校長也將永續發展目標納入校務發展計畫，獲中華民國科技管理學會頒贈「科技管理獎」、全球企業永續獎之「傑出人物獎」、英國《泰晤士高等教育》世界大學永續發展影響力排名全臺第一、全球第24名。2023年獲頒台大傑出校友。